# Wapen van Graft-De Rijp

Wapen van de voormalige gemeente Graft-De Rijp

Het wapen van Graft-De Rijp werd op 16 november 1970 toegekend aan de op 1 augustus van dat jaar ontstane gemeente Graft-De Rijp. Het wapen bleef in gebruik totdat op 1 januari 2015 de gemeente werd opgeheven.

## Symboliek
- Haringen: de haringvisserij was van groot belang voor de streek rondom de huidige gemeente Graft-De Rijp. Ook het wapen van Enkhuizen vertoont gekroonde haringen, dat zijn er echter drie. De Rijp was na Enkhuizen de tweede plaats van Noord-Holland wat betreft de haringvisserij, en daarom voerde De Rijp twee haringen in plaats van drie.
  - De haringen hebben niet meer dezelfde kleur als in het wapen van De Rijp omdat op oude tekeningen de haringen in zilver werden afgebeeld. Daarnaast heeft de Hoge Raad van Adel voorgesteld om gedeeld het oude wapen van Graft en het oude wapen van De Rijp af te beelden. Hier ging de gemeente niet mee akkoord, maar wel ging de gemeente akkoord met de wijziging van kleur.
- Penningen: de penningen staan symbool voor de bootsgezellenbeurs, een instantie die er voor kon zorgen dat door piraten en zeerovers gevangengenomen plaatsgenoten vrijgekocht konden worden. De achtergrond van de penningen is groen als herinnering aan het agrarische wapen van Graft en symboliseert de landbouw, die nu belangrijk is voor de gemeente.
  - De beurzen van Graft, Noordeinde, Oost-Graftdijk en West-Graftdijk bestaan heden, zij het met gewijzigde doelstellingen, nog steeds.[1]
- Walvis: de walvis symboliseert de walvisvaart. De walvisvaart was naast de haringvangst, tussen 1640 en 1795[1], een belangrijke bron van inkomsten voor De Rijp. De walsvis is rood spuitend afgebeeld als teken dat het dier gewond is geraakt, het spuit dus bloed.
- Golvende verdeling: de gemeente was afhankelijk van de zeevaart.

## Blazoenering
De beschrijving van het wapen luidt als volgt:
Golvend doorsneden: I gedeeld: a in azuur 2 boven elkaar geplaatste zilveren haringen, gegeld van keel, met ieder boven de kop een gouden kroon met 3 bladeren, b van sinopel bezaaid met penningen van zilver, II in sabel een walvis van zilver, spuitend van keel. Het schild gedekt door een gouden kroon van 3 bladeren en 2 parels.
Het schild is horizontaal golvend gedeeld. Het bovenste deel is daarop verticaal in tweeën gedeeld. Het eerste deel is blauw (azuur) van kleur met daarop twee zilveren haringen. De haringen hebben beide rode (keel) plekken achter de kieuwen, ze zijn gekaakt, en boven het hoofd een gouden kroon van drie bladeren. Het tweede deel is groen van kleur met daarop zilveren penningen. Het onderste deel van het wapen is zwart (sabel) van kleur met daarop een zilveren walvis. De walvis spuit rood. Het schild wordt gedekt door een gouden kroon van drie bladeren met daartussen twee parels.

## Vergelijkbare wapens
De volgende wapens hebben overeenkomsten met het wapen van Graft-De Rijp:

Wapen van de voormalige gemeente De Rijp
Het wapen van Amelander Grieën

Abbekerk
· Akersloot
· Andijk
· Ankeveen
· Anna Paulowna
· Assendelft
· Avenhorn
· Barsingerhorn
· Beemster
· Beets
· Bennebroek
· Berkenrode
· Berkhout
· Bijlmermeer
· Blokker
· Bovenkarspel
· Broek in Waterland
· Broek op Langedijk
· Buiksloot
· Bussum
· Callantsoog
· De Rijp
· Egmond
· Egmond aan Zee
· Egmond-Binnen
· Graft
·  Graft-De Rijp
· 's-Graveland
· Groet
· Grootebroek
· Grosthuizen
· Haarlemmerliede
· Haarlemmerliede en Spaarnwoude
· Harenkarspel
· Heerhugowaard
· Hensbroek
· Hoogkarspel
· Hoogwoud
· Ilpendam
· Jisp
· Kalslagen
· Katwoude
· Koedijk
· Koog aan de Zaan
· Kortenhoef
· Krommenie
· Kwadijk
· Langedijk
· Leimuiden
· Limmen
· Marken
· Middelie
· Midwoud
· Monnickendam
· Muiden
· Naarden
· Nederhorst den Berg
· Nibbixwoud
· Niedorp
· Nieuwe Niedorp
· Nieuwendam
· Nieuwer-Amstel
· Noord-Scharwoude
· Noorder-Koggenland
· Obdam
· Oosthuizen
· Opperdoes
· Oterleek
· Oude Niedorp
· Oudendijk
· Oudkarspel
· Oudorp
· Petten
· Ransdorp
· Schardam
· Scharwoude
· Schellingwoude
· Schellinkhout
· Schermer
· Schermerhorn
· Schoorl
· Schoten
· Sijbekarspel
· Sint Maarten
· Sint Pancras
· Sloten
· Spaarndam
· Spaarnwoude
· Spanbroek
· Twisk
· Urk
· Ursem
· Veenhuizen
· Venhuizen
· Warder
· Warmenhuizen
· Waverveen
· Weesp
· Weesperkarspel
· Wervershoof
· Wester-Koggenland
· Westwoud
· Westzaan
· Wieringen
· Wieringermeer
· Wieringerwaard
· Wijdenes
. Wijdewormer
. Wijk aan Zee en Duin
· Wimmenum
· Winkel
· Wognum
· Wormer
· Wormerveer
· Zaandam
· Zaandijk
· Zeevang
· Zijpe
· Zuid-Scharwoude
· Zuid- en Noord-Schermer
· Zwaag

Dorpswapens:
Hauwert
· Volendam
· Zwaagdijk-West